# Lista de parlamentares do Tocantins
Relacionamos aqui a composição da bancada de Tocantins no Congresso Nacional a partir de arquivos presentes no Senado Federal, Câmara dos Deputados e Tribunal Superior Eleitoral com as seguintes ressalvas: mandatos exercidos pelos senadores e deputados federais via suplência serão citados apenas mediante morte, impedimento ou renúncia dos titulares ou nas hipóteses previstas no Art. 56 – I da Constituição. Em fundo verde estão os parlamentares que exerceram mandatos fora do Tocantins, cuja criação e instalação ocorreu por força da Constituição de 1988 e que realizou a sua primeira eleição em 15 de novembro daquele ano.

## Organização das listas
Na confecção das tabelas a seguir foi observada a grafia do nome parlamentar adotado por cada um dos representantes do estado no Congresso Nacional, e quanto à ordem dos parlamentares foi observado o critério do número de mandatos e caso estes coincidam será observado o primeiro ano em que cada parlamentar foi eleito e, havendo nova coincidência, usa-se a ordem alfabética.

## Relação dos senadores eleitos
| Senadores eleitos       | Naturalidade              | Mandatos | Ano da eleição | Notas      | Referências   |
| ----------------------- | ------------------------- | -------- | -------------- | ---------- | ------------- |
| Carlos Patrocínio       | Monte Azul, MG            | 02       | 1988, 1994     | [ nota 2 ] |               |
| Leomar Quintanilha      | Goiânia, GO               | 02       | 1994, 2002     |            |               |
| João Ribeiro            | Campo Alegre de Goiás, GO | 02       | 2002, 2010     | [ nota 3 ] | [ 6 ] [ 7 ]   |
| Kátia Abreu             | Goiânia, GO               | 02       | 2006, 2014     | [ nota 4 ] | [ 8 ] [ 9 ]   |
| Moisés Abrão            | Cumari, GO                | 01       | 1988           | [ nota 2 ] |               |
| Antônio Luiz Maia       | Porto Nacional, TO        | 01       | 1988           | [ nota 2 ] |               |
| João Rocha              | Ribeiro Gonçalves, PI     | 01       | 1990           |            | [ 10 ]        |
| Eduardo Siqueira Campos | Campinas, SP              | 01       | 1998           |            |               |
| Vicentinho Alves        | Porto Nacional, TO        | 01       | 2010           | [ nota 5 ] |               |
| Eduardo Gomes           | Estância, SE              | 01       | 2018           |            | [ 11 ]        |
| Irajá Abreu             | Goiânia, GO               | 01       | 2018           |            | [ 11 ]        |
| Dorinha Rezende         | Goiânia, GO               | 01       | 2022           |            | [ 12 ] [ 13 ] |
| Fontes:                 |                           |          |                |            |               |

## Relação dos deputados federais eleitos
| Deputados federais eleitos | Naturalidade                | Mandatos | Ano da eleição               | Notas       | Referências                 |
| -------------------------- | --------------------------- | -------- | ---------------------------- | ----------- | --------------------------- |
| Osvaldo Reis               | Floriano, PI                | 05       | 1990, 1994, 1998, 2002, 2006 |             |                             |
| Freire Júnior              | Goiânia, GO                 | 04       | 1988, 1990, 1994, 1998       |             |                             |
| Paulo Mourão               | Cristalândia, TO            | 04       | 1988, 1990, 1994, 1998       |             |                             |
| Lázaro Botelho             | Loreto, MA                  | 04       | 2006, 2010, 2014, 2022       | [ nota 6 ]  | [ 14 ] [ 15 ] [ 16 ] [ 17 ] |
| Darci Coelho               | Porto Franco, MA            | 03       | 1994, 1998, 2002             |             |                             |
| Eduardo Gomes              | Estância, SE                | 03       | 2002, 2006, 2010             |             |                             |
| Dorinha Rezende            | Goiânia, GO                 | 03       | 2010, 2014, 2018             |             |                             |
| Carlos Gaguim              | Ceres, GO                   | 03       | 2014, 2018, 2022             |             |                             |
| Vicentinho Júnior          | Goiânia, GO                 | 03       | 2014, 2018, 2022             |             |                             |
| Edmundo Galdino            | Araguaína, TO               | 02       | 1988, 1990                   |             | [ 18 ]                      |
| Eduardo Siqueira Campos    | Campinas, SP                | 02       | 1988, 1990                   | [ nota 7 ]  |                             |
| Leomar Quintanilha         | Goiânia, GO                 | 02       | 1988, 1990                   | [ nota 8 ]  |                             |
| Moisés Avelino             | Santa Filomena, PI          | 02       | 1988, 2006                   |             |                             |
| Antônio Jorge              | Taguatinga, TO              | 02       | 1994, 1998                   |             |                             |
| João Ribeiro               | Campo Alegre de Goiás, GO   | 02       | 1994, 1998                   |             |                             |
| Pastor Amarildo            | Hidrolândia, GO             | 02       | 1998, 2002                   |             |                             |
| Laurez Moreira             | Dueré, TO                   | 02       | 2006, 2010                   | [ nota 9 ]  | [ 19 ]                      |
| César Halum                | Anápolis, GO                | 02       | 2010, 2014                   |             |                             |
| Irajá Abreu                | Goiânia, GO                 | 02       | 2010, 2014                   |             |                             |
| Dulce Miranda              | Pocrane, MG                 | 02       | 2014, 2018                   |             |                             |
| Eli Borges                 | Ipameri, GO                 | 02       | 2018, 2022                   |             |                             |
| Ary Valadão                | Anicuns, GO                 | 01       | 1988                         | [ nota 10 ] | [ 20 ]                      |
| Paulo Sidney               | Inhumas, GO                 | 01       | 1988                         |             |                             |
| Derval de Paiva            | Cumari, GO                  | 01       | 1990                         | [ nota 11 ] |                             |
| Merval Pimenta             | Ponte Alta do Tocantins, TO | 01       | 1990                         |             |                             |
| Dolores Nunes              | Natividade, TO              | 01       | 1994                         |             | [ 21 ]                      |
| Udson Bandeira             | Formoso do Araguaia, TO     | 01       | 1994                         |             |                             |
| Igor Avelino               | Goiânia, GO                 | 01       | 1998                         |             |                             |
| Homero Barreto             | Rio de Janeiro, RJ          | 01       | 2002                         |             |                             |
| Kátia Abreu                | Goiânia, GO                 | 01       | 2002                         |             |                             |
| Maurício Rabelo            | Patos de Minas, MG          | 01       | 2002                         |             |                             |
| Ronaldo Dimas              | Frutal, MG                  | 01       | 2002                         |             |                             |
| João Oliveira              | Loreto, MA                  | 01       | 2006                         |             |                             |
| Nilmar Ruiz                | Rio de Janeiro, RJ          | 01       | 2006                         |             |                             |
| Vicentinho Alves           | Porto Nacional, TO          | 01       | 2006                         |             |                             |
| Ângelo Agnolin             | Palmeira das Missões, RS    | 01       | 2010                         |             |                             |
| Júnior Coimbra             | Filadélfia, TO              | 01       | 2010                         |             | [ 22 ]                      |
| Josi Nunes                 | Porto Nacional, TO          | 01       | 2014                         |             |                             |
| Célio Moura                | Arapuá, MG                  | 01       | 2018                         |             |                             |
| Osires Damaso              | Campinorte, GO              | 01       | 2018                         |             |                             |
| Tiago Dimas                | Uberaba, MG                 | 01       | 2018                         |             |                             |
| Alexandre Guimarães        | Araguaína, TO               | 01       | 2022                         |             |                             |
| Filipe Martins             | Goiânia, GO                 | 01       | 2022                         |             |                             |
| Ricardo Ayres              | Goiânia, GO                 | 01       | 2022                         |             |                             |
| Toinho Andrade             | Porto Nacional, TO          | 01       | 2022                         |             |                             |
| Fontes:                    |                             |          |                              |             |                             |

## Mandatos nas duas casas
Foram eleitos para mandatos alternados de senador e deputado federal por Tocantins os seguintes nomes: Eduardo Gomes, Eduardo Siqueira Campos, Irajá Abreu, João Ribeiro, Kátia Abreu, Leomar Quintanilha e Vicentinho Alves.

## Origem dos parlamentares do estado
| Origem  | Senadores | Percentual |
| ------- | --------- | ---------- |
| GO      | 06        | 50%        |
| TO      | 02        | 16,67%     |
| MG      | 01        | 8,33%      |
| PI      | 01        | 8,33%      |
| SP      | 01        | 8,33%      |
| SE      | 01        | 8,33%      |
| Total   | 12        | 99,99%     |
| Fontes: |           |            |

| Origem  | Deputados | Percentual |
| ------- | --------- | ---------- |
| GO      | 18        | 40%        |
| TO      | 12        | 26,67%     |
| MG      | 05        | 11,11%     |
| MA      | 03        | 6,67%      |
| PI      | 02        | 4,44%      |
| RJ      | 02        | 4,44%      |
| RS      | 01        | 2,22%      |
| SP      | 01        | 2,22%      |
| SE      | 01        | 2,22%      |
| Total   | 45        | 99,99%     |
| Fontes: |           |            |